# International Conducting Competition Rotterdam
De International Conducting Competition Rotterdam (ICCR) is een internationale wedstrijd voor dirigenten van klassieke muziek, tussen de 22 en de 30 jaar oud. De eerste editie werd gehouden in 2021 en 2022, de tweede begon in 2024. De wedstrijd vindt plaats in De Doelen in Rotterdam. 
De productie ligt in handen van hetzelfde team dat ook het Internationaal Franz Liszt Pianoconcours in Utrecht organiseert.

## Wedstrijdverloop
De wedstrijd begint met een selectieproces, waar 24 dirigenten uitkomen. Die spelen in de halve finale tegen elkaar, waarna er 6 dirigenten overblijven voor de finale.

### Finalerondes
De finale bestaat uit 5 rondes:
1. Classical (klassiek), met klassieke stukken van bekende componisten zoals Haydn en Beethoven, gespeeld door het Orchestra of the Eighteenth Century.
2. Contemporary (hedendaags): met een nieuw geschreven stuk, gespeeld door het DoelenEnsemble bij de eerste editie en Klangforum Wien in de editie.
3. Proms (gala): een vrij toegankelijk openluchtconcert, waarbij de dirigenten zelf mogen bepalen wat ze spelen, onder 3 voorwaarden: er moet een persoonlijk verhaal in zitten, het moet toegankelijk zijn voor een breed publiek en er moet minimaal een werk van een vrouwelijke componist worden gespeeld. Dit wordt gespeeld door Sinfonia Rotterdam.
4. Opera: gespeeld door het Rotterdams Philharmonisch Orkest en gezongen door het Laurens Symfonisch en 5 solisten van de International Vocal Competition.
5. Large symfonic/finals (groot symfonisch/finale): de grote finale met het Rotterdams Philharmonisch Orkest.

Na afloop van de laatste ronde worden de prijzen uitgereikt.
Bij de eerste ronde werden deze rondes in een andere volgorde gehouden.

### Prijzen
Er zijn verschillende prijzen te winnen:
- Alle 6 finalisten ontvangen € 5.000 als vergoeding voor hun deelname
- In alle 5 verschillende onderdelen is er een prijs van € 3.000 te winnen (dat was € 7.500 in de eerste editie)
- Daarnaast is er een publieksprijs van € 2.000 en een Codarts Award van studenten van de hogeschool onder die naam (deze prijzen bestonden nog niet tijdens de eerste editie).
- De grand-prix voor de beste allrounder bedraagt € 15.000.

## Eerste editie
De finalisten van de eerste editie waren Carlos Ágreda uit Colombia, Bertie Baigent, Chloo Rooke en Joel Sandelson uit het Verenigd Koninkrijk, Martijn Dendievel uit België en Luis Toro Araya uit Chili.
Dendievel won Proms, Rooke won Hedendaagse Muziek, Araya won Opera en Baigent won Klassiek en Groot Symfonisch. Daarmee won Baigent ook de grand-prix.

## Tweede editie
De finalisten van de tweede editie waren Rodrigo Sámano Albarrán uit Mexico, Luis Castillo-Briceño uit Costa Rica, Yukuang Jin uit China, Jakub Przybycień uit Polen, Miguel Sepúlveda uit Portugal en Sam Weller uit Australië. 
Albarrán won de Publieksprijs, Sepúlveda won de Hedendaagse Muziek, Opera en de Codarts Award en Castillo-Briceño won Klassiek, Proms en Groot Symfonisch. Daarmee ging de grand-prix naar zowel Sepúlveda als Castillo-Briceño.